# Darete Frigio

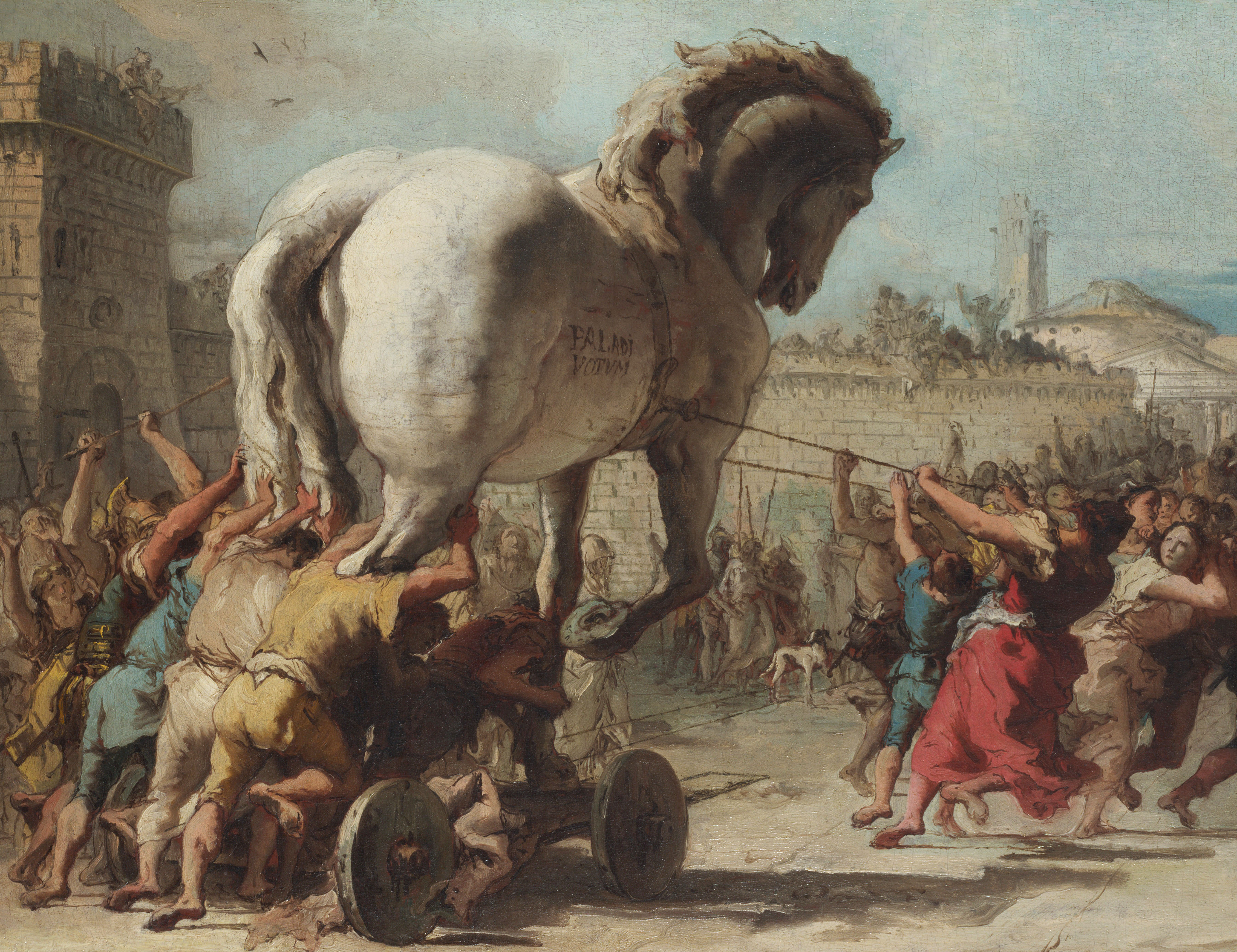
Processione del cavallo di Troia, dipinto di Giandomenico Tiepolo

Darete Frigio (I secolo a.C. – I secolo) è stato un retore e storiografo romano.

## Biografia
Secondo l'Iliade Darete era troiano e sacerdote di Efesto. Sotto il suo nome si ricorda un poema incentrato sulle vicende della guerra di Troia e realizzato prima dell'Iliade di Omero che viene citato da Tolomeo Efestione e Claudio Eliano nella sua Variae Historiae, XI, 2. 
Darete sarebbe, quindi, stato un combattente dell'esercito sotto Troia, che, scampato al conflitto, avrebbe scritto come testimone oculare le proprie memorie.

## Opera
Successivamente un autore, per noi anonimo, utilizzò come pseudonimo proprio "Darete Frigio" e avrebbe tradotto questo testo dal greco: il titolo di questa traduzione è, sempre secondo Eliano e le altre fonti a lui coeve, Daretis Phrigii de excidio Trojae Historia, cioè Storia dalla distruzione di Troia. Il caso è, chiaramente, molto improbabile, dato, se non altro, il fatto che una storia scritta all'epoca della guerra di Troia doveva essere scritta in alfabeto fenicio, visto che quello greco non esisteva ancora.

Nella prefazione, frutto di un rimaneggiamento successivo dell'opera, sotto il nome di Cornelio Nepote si sostiene, parlando con Sallustio, di aver trovato la storia della guerra di Troia scritta da Darete, di esserne rimasto folgorato e di averla tradotta dal greco in maniera fedele:
Mentre ero attivamente impegnato negli studi ad Atene, ho trovato la storia che il frigio Darete aveva scritto circa i greci e troiani. Come indica il suo titolo, questa storia è stata scritta da Darete di proprio pugno.

Sono stato molto felice di ottenerla e ne ho subito fatto una traduzione esatta in latino, senza aggiungere né omettere nulla, né dare alcun tocco personale. Seguendo lo stile diretto e semplice dell'originale greco, ho tradotto parola per parola. Così i miei lettori possono sapere esattamente cosa è successo in base a questa relazione e giudicare da soli se avessero scritto con più verità Darete frigio o Omero - Darete, che visse e combatté quando i greci hanno preso d'assalto Troia, o Omero, che è nato molto tempo dopo che la guerra era finita. Quando gli Ateniesi giudicarono questa questione, hanno ritenuto Omero pazzo per aver descritto gli dei che combattono con i mortali. Ma basta con questo. Passiamo ora a quello che ho promesso.»
(Praefatio, traduzione di Antonio D'Andria)
Nel Medioevo, infatti, si credeva che l'anonimo fosse proprio Cornelio Nepote ma in realtà l'opera di traduzione, come già detto, va attribuita ad un autore di età imperiale, anche se non è certo che esistesse un originale greco.